# Тимзе, Яан
Яан Тимзе (4 мая 1888, Ранну, Тартумаа, Российская империя — 9 августа 1921, Москва) — консул Эстонии в Симферополе, основатель музея ветеринарии в Симферополе, общественный деятель, член Совета народных представителей Таврической губернии.

## Биография
Родился на берегу озера Выртсъярв. В 1910 году приехал в Симферополь и поступил на городскую ветеринарную службу. С 1914 года — активный деятель Эстонского образовательного общества. В 1917 году создал Крымское эстонское общество, а вскоре и возглавил его. В конце 1917 года вошел в состав Совета народных представителей — временного органа власти Таврической губернии. С 1920 года был эстонским консулом в Крыму при П. Н. Врангеле. Прилагал усилия к репатриации крымских эстонцев на родину. В феврале 1921 года арестован советской властью.
Умер в Бутырской тюрьме.